# Euplexia semifascia
Euplexia semifascia là một loài bướm đêm trong họ Noctuidae.